# Cyclocross-Weltmeisterschaften 1978
Die Cyclocross-Weltmeisterschaften 1978 wurden am 22. Januar im spanischen Amorebieta-Etxano ausgetragen. Schauplatz waren die Hänge unterhalb des Bergdorfs Etxano.

## Ergebnisse

### Profis
| Platz | Land        | Sportler           |
| ----- | ----------- | ------------------ |
| 1     | Schweiz     | Albert Zweifel     |
| 2     | Schweiz     | Peter Frischknecht |
| 3     | Deutschland | Klaus-Peter Thaler |

### Amateure
| Platz | Land    | Sportler            |
| ----- | ------- | ------------------- |
| 1     | Belgien | Roland Liboton      |
| 2     | Schweiz | Gilles Blaser       |
| 3     | Schweiz | Karl-Heinz Helbling |